# النجم الرياضي بفريانة
النجم الرياضي بفريانة هو فريق كرة قدم تونسي من مدينة فريانة نشط في موسم 2011-2012 في الرابطة التونسية الثالثة لكرة القدم بمجموعة الجنوب. في موسم 2013-2014، أشرف على النادي المدرب صالح السعداوي الذي أعلن عن انسحابه إثر هزيمة النادي أمام النجم الرياضي الساحلي بثلاثية نظيفة في إطار كأس تونس.

## وصلات خارجية
- الموقع الرسمي للجامعة التونسية لكرة القدم